# Togniniella
Togniniella — рід грибів родини Calosphaeriaceae. Назва вперше опублікована 2004 року.